# Pegomya bina
Pegomya bina este o specie de muște din genul Pegomya, familia Anthomyiidae. A fost descrisă pentru prima dată de Christian Rudolph Wilhelm Wiedemann în anul 1830. Conform Catalogue of Life specia Pegomya bina nu are subspecii cunoscute.